# Turystyka w Hiszpanii
Hiszpania to kraj typowo turystyczny. Obecnie drugi na świecie pod względem przyjmowanych turystów zagranicznych (około 55 mln rocznie), wyprzedza ją tylko Francja. Ze względu na panujący tam jeden z najcieplejszych klimatów w Europie, Hiszpania corocznie gości całe rzesze zagranicznych turystów na swoich plażach i wyspach. Burzliwa historia Półwyspu Iberyjskiego pozostawiła w Hiszpanii ślady w postaci licznych zabytków. Na jej ziemiach widać przekrój przez liczne wieki, od czasów rzymskich (Tarragona i Sagunto), przez czasy arabskie (słynna Alhambra) po imponującą architekturę współczesną (Madryt, Barcelona). Te dwa ostatnie miasta obfitują w muzea bogato zaopatrzone w cenne eksponaty (Muzeum Prado). Jedną z główniejszych atrakcji Hiszpanii jest także wyśmienita kuchnia, składająca się głównie z owoców morza.

## Transport
Krajową linią lotniczą Hiszpanii jest Iberia, ale kraj ten może być obsługiwany przez wielu międzynarodowych pasażerów i linie czarterowe.

Turyści przyjeżdżają również do Hiszpanii drogą, koleją i wodą. Hiszpańskie autostrady łączące miasta turystyczne są również połączone z francuską siecią autostrad przez Pireneje. Głównym operatorem pociągu jest RENFE, w tym AVE (hiszpański pociąg dużych prędkości) lub połączenia międzymiastowe Talgo. Hiszpańskie połączenie kolei dużych prędkości jest największym w Europie i drugim co do wielkości na świecie po Chinach. Istnieje również szereg wysokiej klasy usług hotelowych pociągów turystycznych, takich jak Transcantábrico.

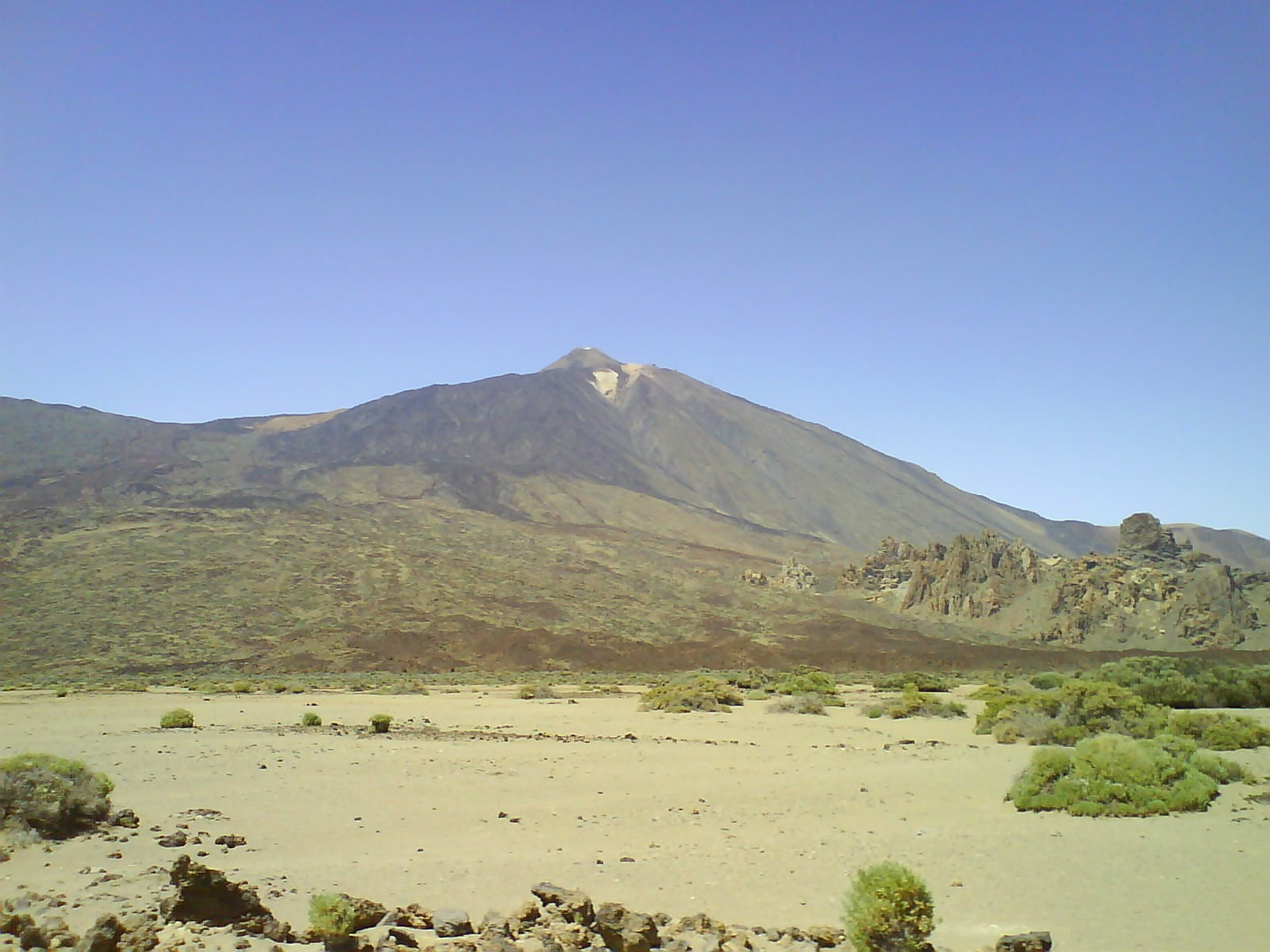
Park Narodowy Teide na Teneryfie jest najczęściej odwiedzanym parkiem w Europie

## Charakterystyka turystyki
Według danych Światowej Organizacji Turystyki, Hiszpania jest drugim krajem świata pod względem liczby przyjmowanych turystów zagranicznych. W 2006 roku przyjęła 58,5 mln osób, co przyniosło około 40 mld euro zysku. Od 1950 roku liczba turystów sukcesywnie rośnie. Hiszpanię najczęściej odwiedzają Niemcy, Brytyjczycy, Francuzi, Włosi i Portugalczycy.

### Turystyka wypoczynkowa
„Słońce i plaża” to domena hiszpańskiej turystyki. Turyści odpoczywają nie tylko na wybrzeżu półwyspu, atrakcyjne dla nich są także Wyspy Kanaryjskie czy Baleary. Te pierwsze zachęcają interesującymi zjawiskami wulkanicznymi oraz subtropikalnym klimatem. Baleary są natomiast najbardziej znane z takich wysp jak Ibiza czy Majorka. Hotele znajdują się kilka kroków od plaż, co dla wypoczywających turystów stanowi główną zaletę hiszpańskiego wybrzeża. Najbardziej znane wybrzeża to: Costa de la Luz, Costa del Sol, Costa Brava czy Costa Blanca.

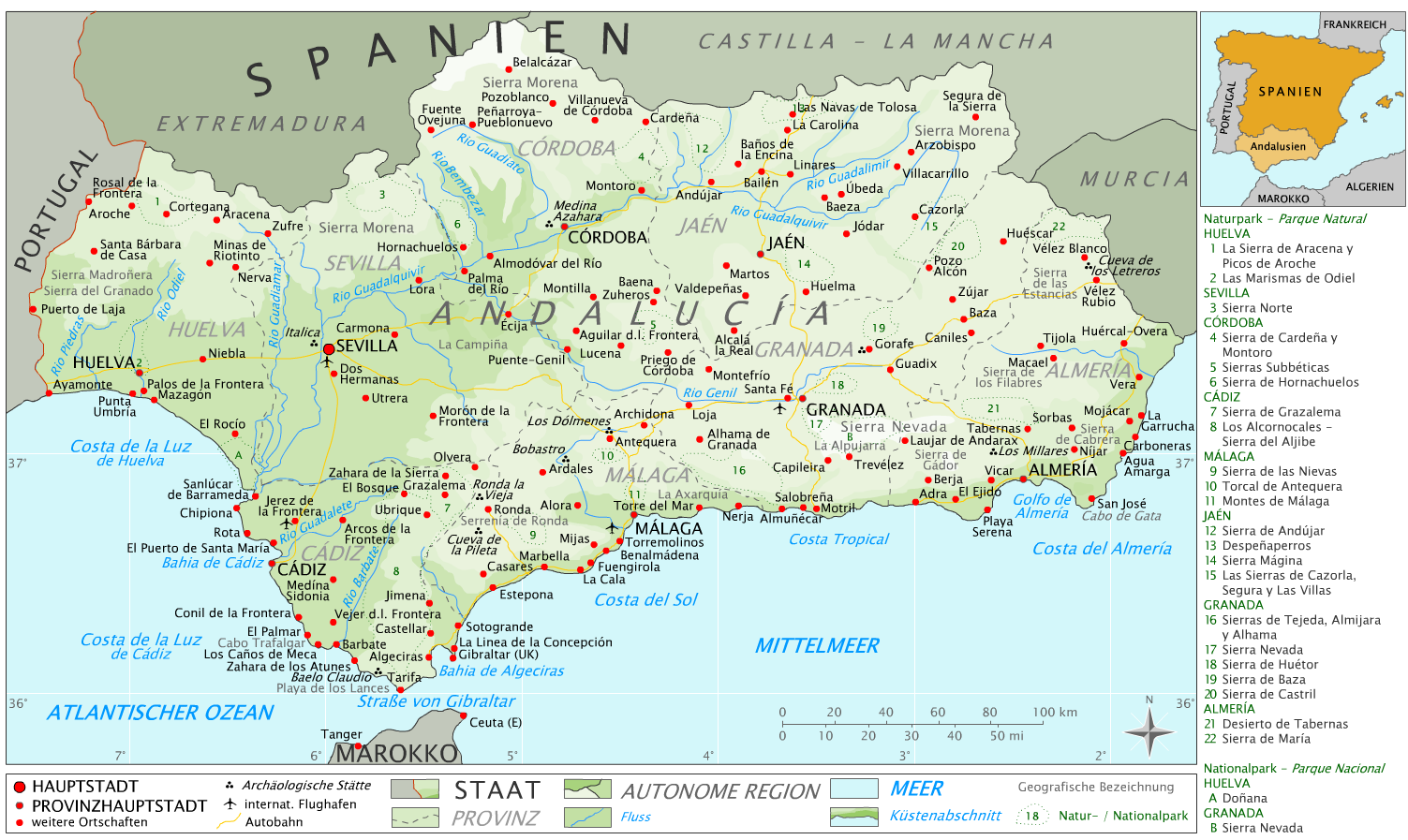
Mapa hiszpańskiego wybrzeża

### Turystyka pielgrzymkowa
W tym typie turystyki na największą uwagę zasługuje trasa pielgrzymkowa El Camino de Santiago (Szlak świętego Jakuba). Jest to szlak pielgrzymkowy do katedry w Santiago de Compostela w Galicji, znajdującej się w północno-zachodniej części Hiszpanii. W 2010 szlak przeszło ok. 270 tys. turystów.

### Turystyka kulturalna
Wielu turystów przybywa do Hiszpanii ze względu na znane na całym świecie „Fiesty”. Luty upływa w Hiszpanii pod znakiem karnawału, najbardziej znane imprezy odbywają się w Santa Cruz de Tenerife lub w Kadyksie.
W marcu Semana Santa (święty tydzień) obfituje w uliczne parady w każdym większym mieście. Kwiecień należy do Sewilli, tamtejszych targów oraz pokazów tańca.
W maju na szczególną uwagę zasługuje Międzynarodowy Festiwal Flamenco oraz Fiesta de San Isidoro w Madrycie.
Już z początkiem lata odbywa się całe mnóstwo imprez tematycznych.
Jesienią odbywają się liczne fiesty, gdzie świętuje się zbiory. Na pierwszym miejscu jest winobranie, ale także takie imprezy jak Iberflora (przegląd najpiękniejszych kwiatów) czy wielka pomidorowa bitwa Tomatina, obydwie mają miejsce w Walencji.

## Turystyka a gospodarka
Turystyka stanowi jedną z głównych gałęzi gospodarki tego kraju, która co roku przynosi znaczne zyski. Tylko w 2001 roku było to około 47 mld euro. Z tych dochodów finansowane są liczne przedsięwzięcia m.in.: budowa dróg, rozwój lokalnego przemysłu, rozbudowa portów lotniczych, linii kolejowych. Wpływy z niej stanowią aż 12% PKB. To właśnie ona spowodowała, iż Hiszpania przez ostatnie pół wieku była jednym z najszybciej rozwijających się gospodarczo państw Europy.

## Baza noclegowa
Baza noclegowa Hiszpanii jest jedną z największych i najlepiej rozwiniętych w Unii Europejskiej. W 2006 roku liczba miejsc w hiszpańskich hotelach wynosiła 1 614 545 (źródło Eurostat), więcej miejsc mają tylko Niemcy i Włochy. W bazie komplementarnej dominują kempingi, 0,7mln miejsc noclegowych, skupione przeważnie w strefie Śródziemnomorskiej. Tylko na Majorce dostępnych jest około 100tys miejsc noclegowych.

## Życie nocne
Życie nocne w Hiszpanii jest bardzo atrakcyjne zarówno dla turystów, jak i mieszkańców. Hiszpania jest znana z jednych z najlepszych klubów nocnych na świecie. Duże miasta, takie jak Madryt i Barcelona, są ulubionymi wśród dużych i popularnych dyskotek. Na przykład Madryt jest znany jako miasto imprez numer jeden dla klubów takich jak Pacha i Kapital (siedem pięter), a Barcelona słynie z klubów znanych z Opium i Sutton. Dyskoteki w Hiszpanii są czynne do godzin takich jak 7 rano. Baleary, takie jak Ibiza i Majorka, są znane jako główne miejsca imprez, a także uprzywilejowany kurort letni oraz w Andaluzji w Maladze, szczególnie na wybrzeżu Costa del Sol.

## Turystyka zimowa
Hiszpania to ogólnie górzysty kraj, ze znanymi ośrodkami narciarskimi w kilku częściach kraju, w tym w Pirenejach, Sistema Central, Sistema Ibérico i Sierra Nevada. W przeważającej części główny grzebień tworzy masywną przegrodę między Francją a Hiszpanią, a pomiędzy nimi malutki kraj Andory. Korona Aragonii i Królestwo Nawarry historycznie rozszerzyły się po obu stronach pasma górskiego, z małymi północnymi częściami teraz we Francji i znacznie większymi południowymi częściami teraz w Hiszpanii ostatnie dwa miasta są pełne muzeów

## Hiszpańskie Parki Narodowe i zabytki UNESCO
Hiszpania (41 obiektów) wraz z Italią posiadają największą liczbę zabytków wpisanych na listę światowego dziedzictwa UNESCO.
Lista hiszpańskich parków narodowych:
- Picos de Europa
- Ordesa y Monte Perdido
- Aigues Tortes z jeziorem Sant Maurici
- Tablas de Daimiel
- Cabaneros
- Donana
- Wodno-lądowy Archipelag Cabrera
- Teide
- Caldera de Taburiente
- Timanfaya
- Garajonay